# Мытьецовка
Мытьецовка — река в России, протекает в Нагорском районе Кировской области. Устье реки находится в 13 км по левому берегу реки Фёдоровка. Длина реки составляет 25 км, площадь водосборного бассейна 65 км².
Исток реки в лесу близ границы с Республикой Коми в 11 км к юго-западу от посёлка Мытьец (Синегорское сельское поселение). Река течёт по ненаселённому заболоченному лесному массиву на юго-восток, параллельно реке Перерванке. Впадает в Фёдоровку в 5 км к западу от посёлка Первомайск (Синегорское сельское поселение).

## Данные водного реестра
По данным государственного водного реестра России относится к Камскому бассейновому округу, водохозяйственный участок реки — Вятка от истока до города Киров, без реки Чепца, речной подбассейн реки — Вятка. Речной бассейн реки — Кама.
По данным геоинформационной системы водохозяйственного районирования территории РФ, подготовленной Федеральным агентством водных ресурсов:
- Код водного объекта в государственном водном реестре — 10010300212111100031228
- Код по гидрологической изученности (ГИ) — 111103122
- Код бассейна — 10.01.03.002
- Номер тома по ГИ — 11
- Выпуск по ГИ — 1